# Sapin du Colorado
Abies concolor
Espèce
Classification phylogénétique
Statut de conservation UICN

 LC  : Préoccupation mineure
Le Sapin du Colorado (Abies concolor), est une plante de la famille des Pinaceae qui pousse entre 1000 et 3000 mètres d'altitude, notamment dans les Montagnes Rocheuses d'où il est originaire.

## Description
Cet arbre en forme de cône atteint une taille comprise entre 30 et 40 mètres. Son branchage est bien fourni jusqu'à environ 40 ans et ensuite il se rarifie. Le sapin a des bourgeons jaunâtres fortement résinifères. Les aiguilles mesurent de 4 à 7 cm et sont de couleur vert-gris sur les deux faces.

## Répartition et habitat

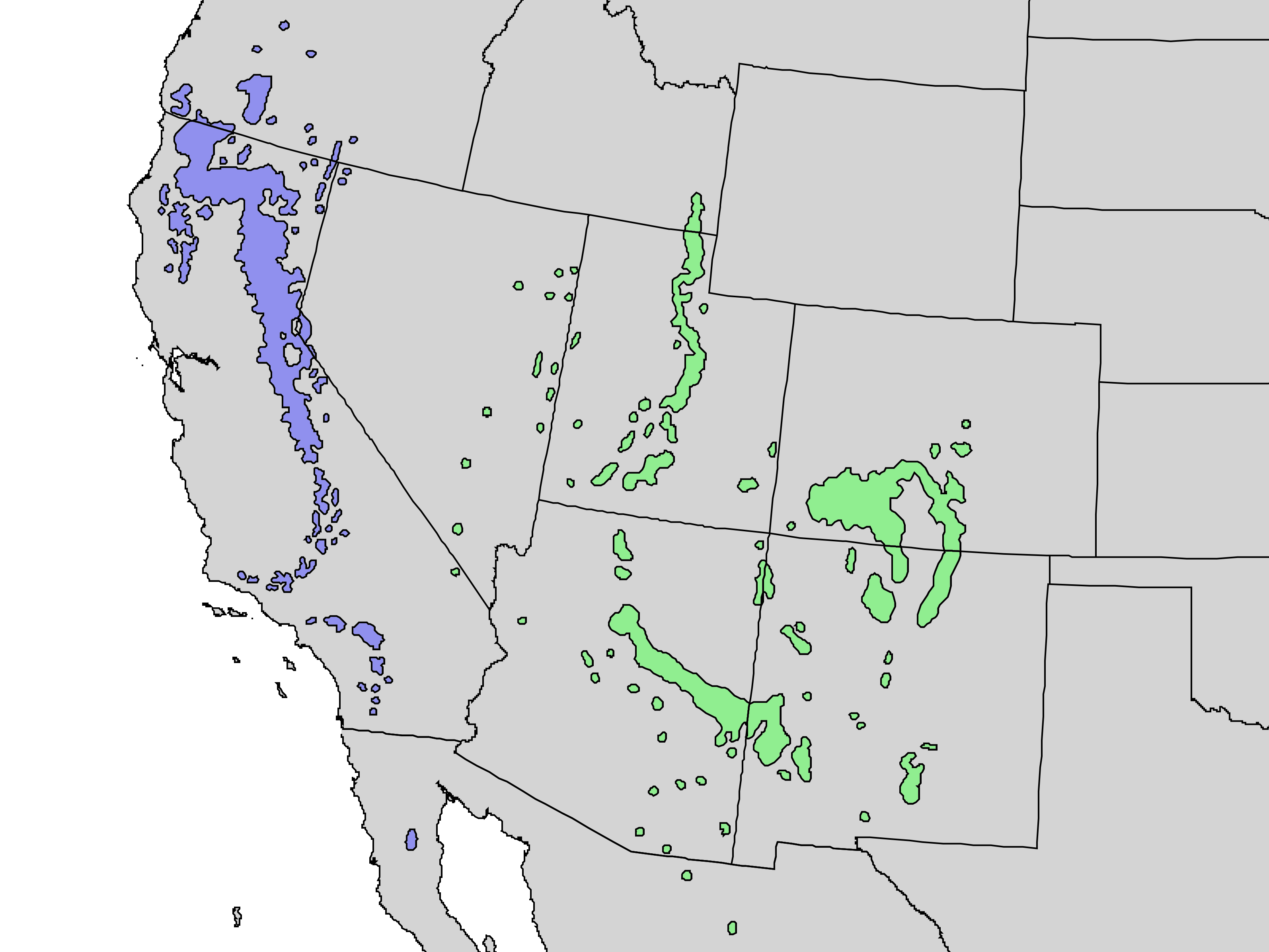
Aire de répartition naturelle du Sapin du Colorado

Le sapin a été introduit en Europe en 1872. Il pousse à l'état natif depuis l'Arizona jusqu'à l'Utah en passant par le plateau du Colorado. Il apprécie une situation abritée et moyennement ensoleillée. On le cultive surtout dans les parcs à titre ornemental mais il est également planté pour son bois dans les régions sèches.